# حتى التجمد (مسلسل)
حتى التجمد، مسلسل كويتي، إنتاج 2003، وهو من تأليف حمد بدر وإخراج محمد دحام الشمري.

## ملخص القصة
يتعلق خالد بقلب الدكتورة هند، ويتزوج منها، ولكن وفاة شقيقه سالم؛ يدفع بوالده لإجباره على الزواج من أرملة شقيقه - تهاني- فتتحول حياته إلى جحيم عندما يجد نفسه مضطرا للاختيار بين هند أو تهاني.

## بطولة
- جمال الردهان (سالم )
- عبد المحسن النمر (خالد )
- زينب العسكري (هند)
- إيمان محمد علي (زوجة سالم)
- أحمد الهزيم (الأب)
- ليلى السلمان (زوجة والد هند )
- مشعل القملاس ( ماجد صديق خالد)
- عبد الإمام عبد الله ( والد هند)
- رضا علي حسين ( أبو عثمان صديق أبو سالم )
- عبد الله الباروني ( هاني )
- جواهر (مشاعل)
- ريم الصبحان (زوجة ماجد)
- فواز حمد بدر (جراح - طفل)